# Moje lijevo stopalo (1989.)
Moje lijevo stopalo (eng. My Left Foot) je drama  Jima Sheridana iz 1989. s  Danielom Day-Lewisom u ulozi  irskog umjetnika Christyja Browna koji je rođen s  cerebralnom paralizom i koji može pomaknuti samo svoje lijevo stopalo. Osim Day-Lewisa, u filmu su nastupili i Ray McAnally, Brenda Fricker, Fiona Shaw, Alison Whelan, Kirsten Sheridan, Declan Croghan, Eanna MacLiam, Marie Conmee i Cyril Cusack.
Film je osvojio Oscara za najboljeg glavnog glumca (Daniel Day-Lewis) i najbolju sporednu glumicu (Brenda Ficker). Nominiran je i u kategorijama za najboljeg redatelja, najbolji film i najbolji adaptirani scenarij.
Osim toga, osvojio je nagradu Udruženja newyorških filmskih kritičara za najbolji film 1989. 2005. je proglašen drugim najboljim irskim filmom svih vremena, iza filma The Commitments.

## Nagrade
- BAFTA nagrade: 
  - Najbolji glumac (Daniel Day-Lewis)
  - Najbolji sporedni glumac (Ray McAnally)
  -  Najbolji film
  - Najbolja šminka (Ken Jennings)
  - Najbolji adaptirani scenarij (Shane Connaughton i Jim Sheridan)
- Europske filmske nagrade: 
  - Najbolji glumac (Daniel Day-Lewis)
- Zlatni globusi:
  - Najbolji glumac (Daniel Day-Lewis)
  -  Najbolja sporedna glumica (Brenda Fricker)
- Nagrade Independent Spirit: 
  - Najbolji strani film
- Nagrade Londonskog udruženja kritičara: 
  - Glumac godine (Daniel Day-Lewis)
- Nagrade Udruženja kritičara Los Angelesa: 
  - Najbolji glumac (Daniel Day-Lewis)
  - Najbolja sporedna glumica (Brenda Fricker)
- Nagrade Nacionalnog društva filmskih kritičara:
  - Najbolji glumac (Daniel Day-Lewis)
- Nagrade Udruženja newyorških filmskih kritičara:
  - Najbolji glumac (Daniel Day-Lewis)
  - Najbolji film
- Nagrade Udruženja američkih scenarista:
  - Najbolji adaptirani scenarij (Shane Connaughton and Jim Sheridan)
- Nagrade Mladi umjetnik: 
  - Najbolji dramski film
  - Najbolji sporedni glumac (Hugh O'Conor)

## Vanjske poveznice
- Moje lijevo stopalo u internetskoj bazi filmova IMDb-a